# Willy Seiler
Willy Seiler (* 24. September 1930 in Stuttgart-Cannstatt; † 9. Juni 1988 in Stuttgart) war ein deutscher Schauspieler, Sänger und Moderator. Bekannt wurde er durch seinen Hit Schaffe, spare, Häusle baue und gemeinsam mit seiner Ehefrau Ruth Mönch als Moderator von Volksmusiksendungen.

## Biografie
Im Alter von nicht ganz 16 Jahren kam Willy Seiler zum Theater. Zu jener Zeit, im Jahre 1946, suchte ein neues Theater in Stuttgart junge Darsteller für Emil und die Detektive von Erich Kästner. Er machte bald beim Süddeutschen Rundfunk in Kinder- und Schulfunksendungen mit und führte Conférencen bei bunten Abenden durch. Seiler wurde das, was man damals einen Humoristen nannte. Außerdem sang er Lieder, in erster Linie schwäbische Folklore. Seiler wurde in seiner frühen Karriere zunächst als Stuttgarter Früchtle betitelt. Zuerst trat er allein auf, später mit seiner Ehefrau Ruth Mönch, die auf der Bühne mehr als hundertmal das Schwarzwaldmädel verkörpert hatte und auch als Sprecherin beim Stuttgarter Sender tätig war.
1965 erreichte Willy Seiler das Angebot, eine Schallplatte mit dem Titel Schaffe, spare, Häusle baue zu produzieren. Auf der B-Seite sollte Mathilde, gib den Hammer her veröffentlicht werden. Seiler sagte zu, und da auch eine Frauenstimme gebraucht wurde, sang das Ehepaar Seiler zusammen – als Willy Seiler und Mathilde. Die Platte wurde ein Erfolg und wurde über 100.000-mal verkauft.
1968 spielte Seiler in den beiden letzten Folgen der Südfunk-Fernsehserie Chronik der Familie Nägele von Fritz Eckhardt seine erste Rolle in einem Fernsehspiel; als Sohn des damals sehr prominenten Volksschauspielers Willy Reichert. Die Rolle, sagte Seiler, mache ihm sehr viel Freude, weil sie natürlich künstlerisch sehr viel anspruchsvoller sei als die Conférencen, die er bisher vor allem beim Zweiten Deutschen Fernsehen gemacht hatte. Beim ZDF produzierten die Seilers in der Folge mehr als 40 Sketche in schwäbischer Mundart. 
Den größten Erfolg hatte das Ehepaar Seiler mit der TV-Volksmusikshow Im Krug zum Grünen Kranze des Saarländischen Rundfunks, die sie rund 15 Jahre moderierten und mit Liedbeiträgen ausfüllten. Als "Hausband" wirkten die Original Schwarzwälder Stockmihli-Musikanten mit.
Zahlreiche Langspielplatten der beiden Sänger sind mit schwäbischer und hochdeutscher Volksmusik erschienen.
Seiler starb am 9. Juni 1988 im Alter von 57 Jahren an den Folgen einer schweren Operation in einem Stuttgarter Krankenhaus.

## Diskografie

### Langspielplatten (Auswahl)
- Sing und lach mit – Frohgelaunt im Neuen Sound
- Im Krug zum grünen Kranze
- Schwarzwälder Vesper
- Die schönsten schwäbischen Volkslieder
- Echt schwäbisch – Schelmen-, Schnitz- und Lompaliedle
- Ruth Mönch und Willy Seiler singen die schönsten Volkslieder

## Filmografie
- 1968: Chronik der Familie Nägele
- 1980: Die Leute vom Domplatz
- 1983: Geschichten aus der Heimat (Fernsehserie) Folge: Ein Zahnarzt ist auch nur ein Mensch
- 1986: Der Eugen
- 1987: Tatort – Eine Million Mäuse